# Dactylochelifer falsus
Dactylochelifer falsus är en spindeldjursart som först beskrevs av Beier 1930.  Dactylochelifer falsus ingår i släktet Dactylochelifer och familjen tvåögonklokrypare. Inga underarter finns listade i Catalogue of Life.